# 南溪壩
南溪壩是臺灣的一座水壩，因為位於花蓮縣秀林鄉與宜蘭縣大同鄉交界之和平南溪而得名，海拔約545公尺，由台灣電力公司東部發電廠負責操作、維護與管理，於2001年開始興建，2011年完工，主要功能為提供台電公司所屬之東部發電廠碧海機組發電之用。

## 興建過程

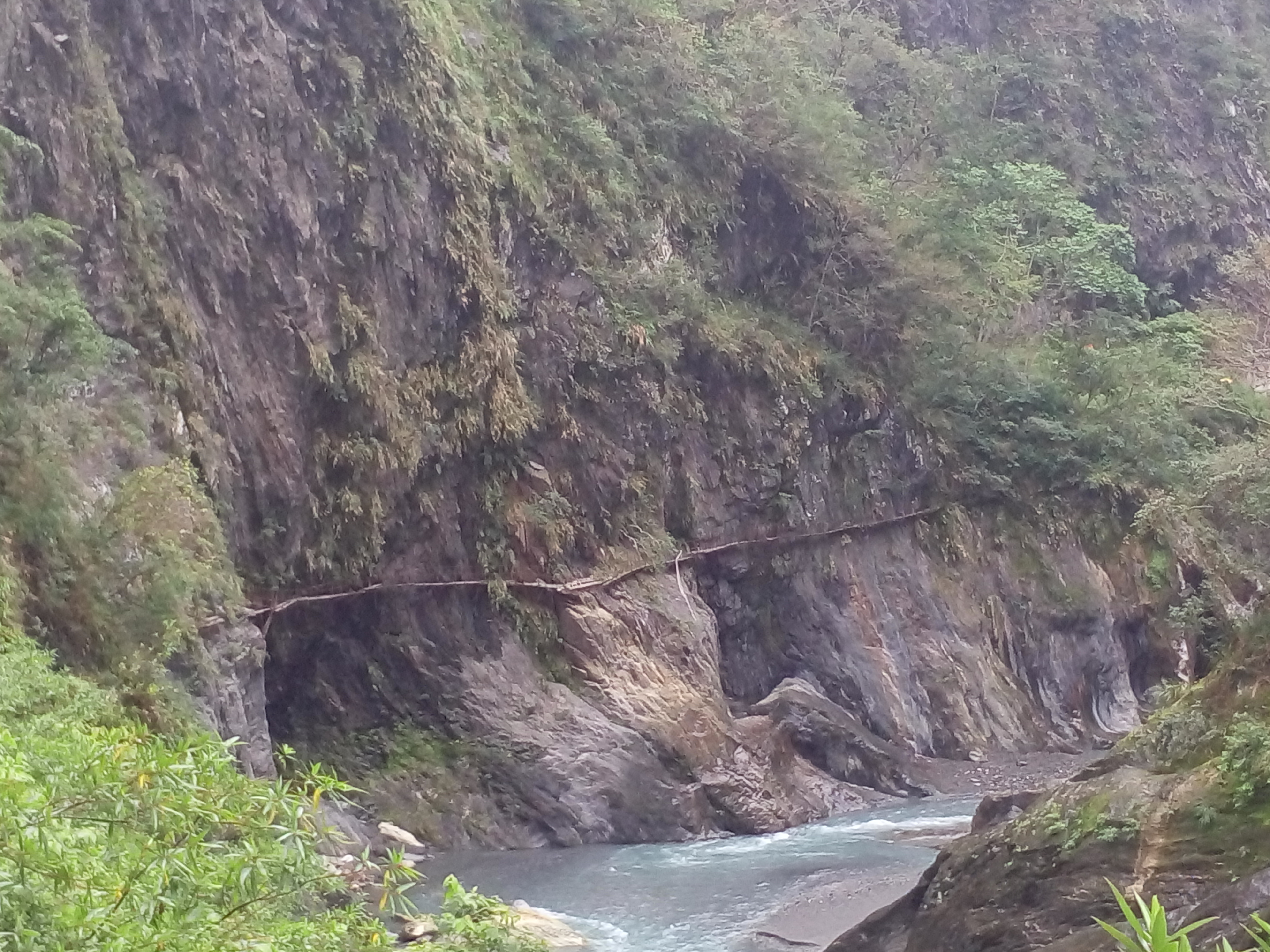
南溪壩先期施工時期時通達預定壩址的簡易木棧道，目前南溪壩聯外道路通車後，該木棧道已荒廢

南溪壩位於台灣東部的南湖大山、南湖北山東麓的崇山峻嶺裡，壩址的施工道路位於原始林中，無任何現成道路可供進入，所有進出端賴蜿蜒崎嶇的和平林道，進出十分困難。由於從平地至壩址路途遙遠，環境惡劣，於是台電和平施工處人員採取直升機吊掛作業施工方式，使用重型直昇機吊運施工機具、材料及載運人員，開闢多個工作面多點同時展開施工。

## 主要設施

### 水壩
- 水壩名稱：南溪壩[3]
- 水壩類型：混凝土重力壩[3]
- 水壩壩高：42公尺[3]
- 水壩壩長：120公尺[3]
- 壩頂標高：575公尺[3]
- 其他設施：發電進水口、河道放水道、頭水隧道（約6.5公里）、尾水隧道（約310公尺）[6]

### 洩洪
- 洩洪類型：閘門控制臥箕式溢洪道，約3層樓高，寬約3個車道[3][6]
- 閘門數量：共兩座
- 閘門類型：弧形閘門
- 閘門尺寸：寬11.5公尺，高16公尺[3]
- 設計洪水量：2,440秒立方公尺[3]

### 排砂
- 排砂道位置：位於壩體右側。
- 排砂閘門：固定輪弧型閘門兩座
- 閘門尺寸：高7.5公尺、寬5公尺
- 設計洪水量：1,154秒立方公尺[3]

### 發電
- 廠房位置：和平溪下游河床標高100公尺處右岸山腹內
- 發電類型：調整池式
- 廠房類型：地下化廠房
- 廠房大小：長34公尺、寬16公尺、高36公尺
- 發電機組：一部豎軸佩爾頓式（Pelton turbine）水輪發電機（為臺電公司首次採用此機種）[6]
- 裝置容量：6.12萬瓩（61.2MW）[4]

## 圖集

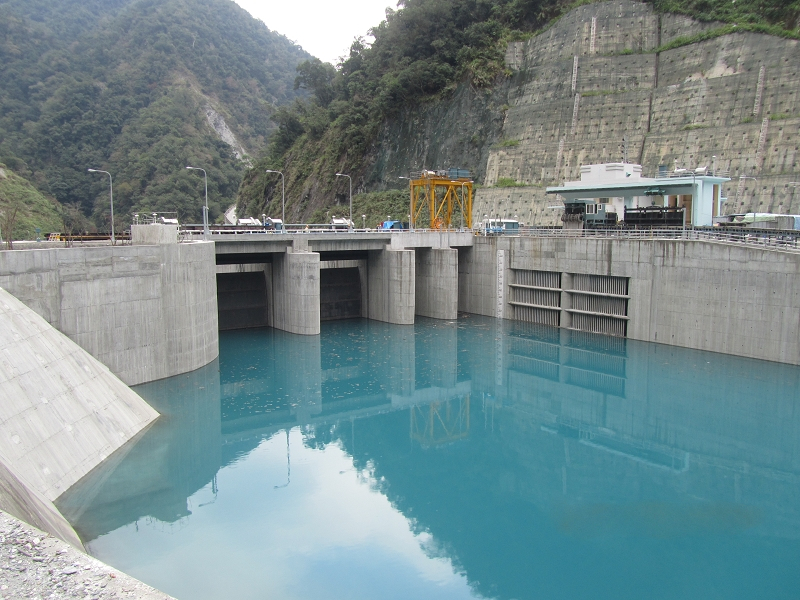
南溪壩 完工蓄水的景色
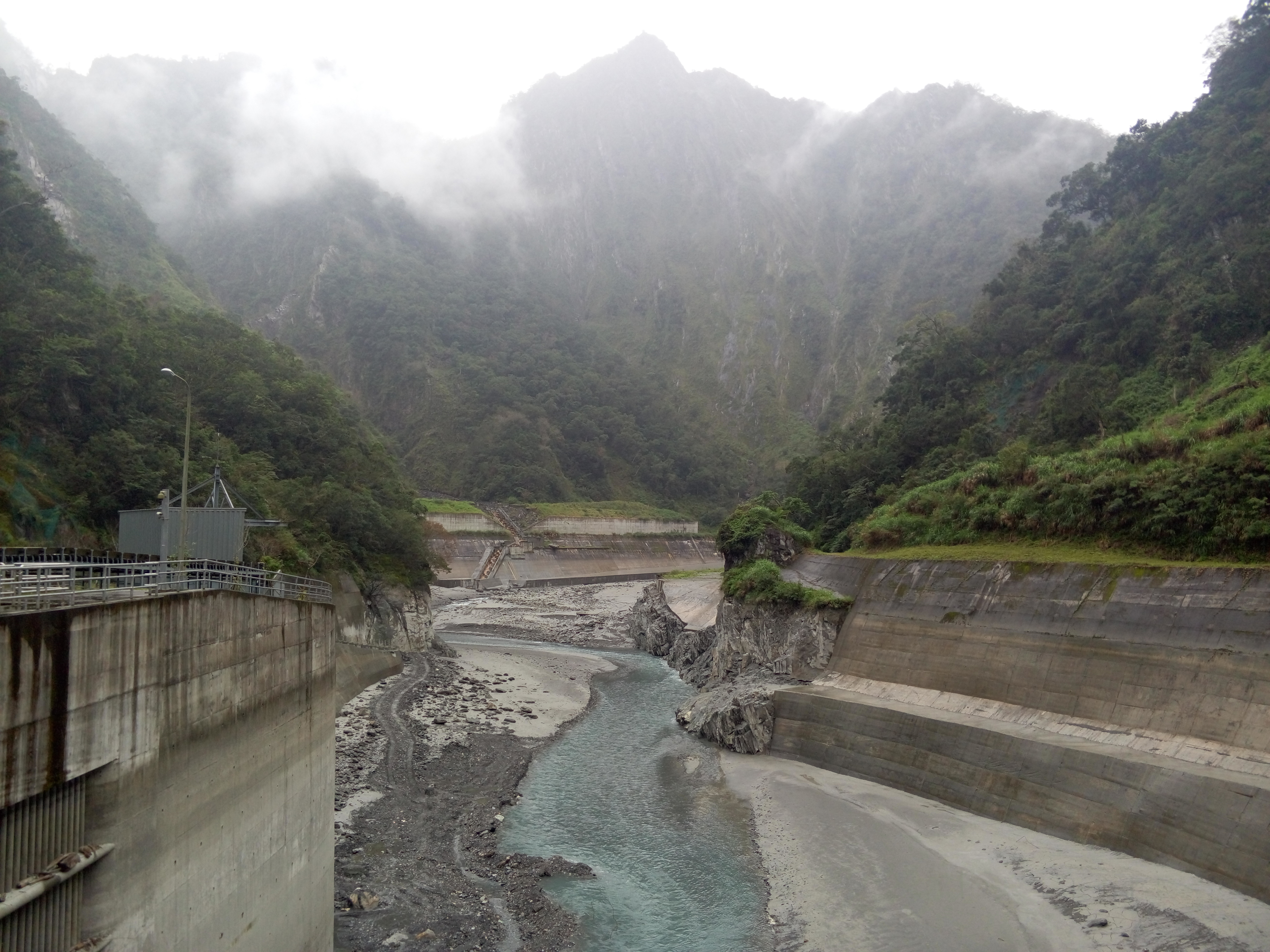
南溪壩 上游蓄水區，圖中為未蓄水的景色
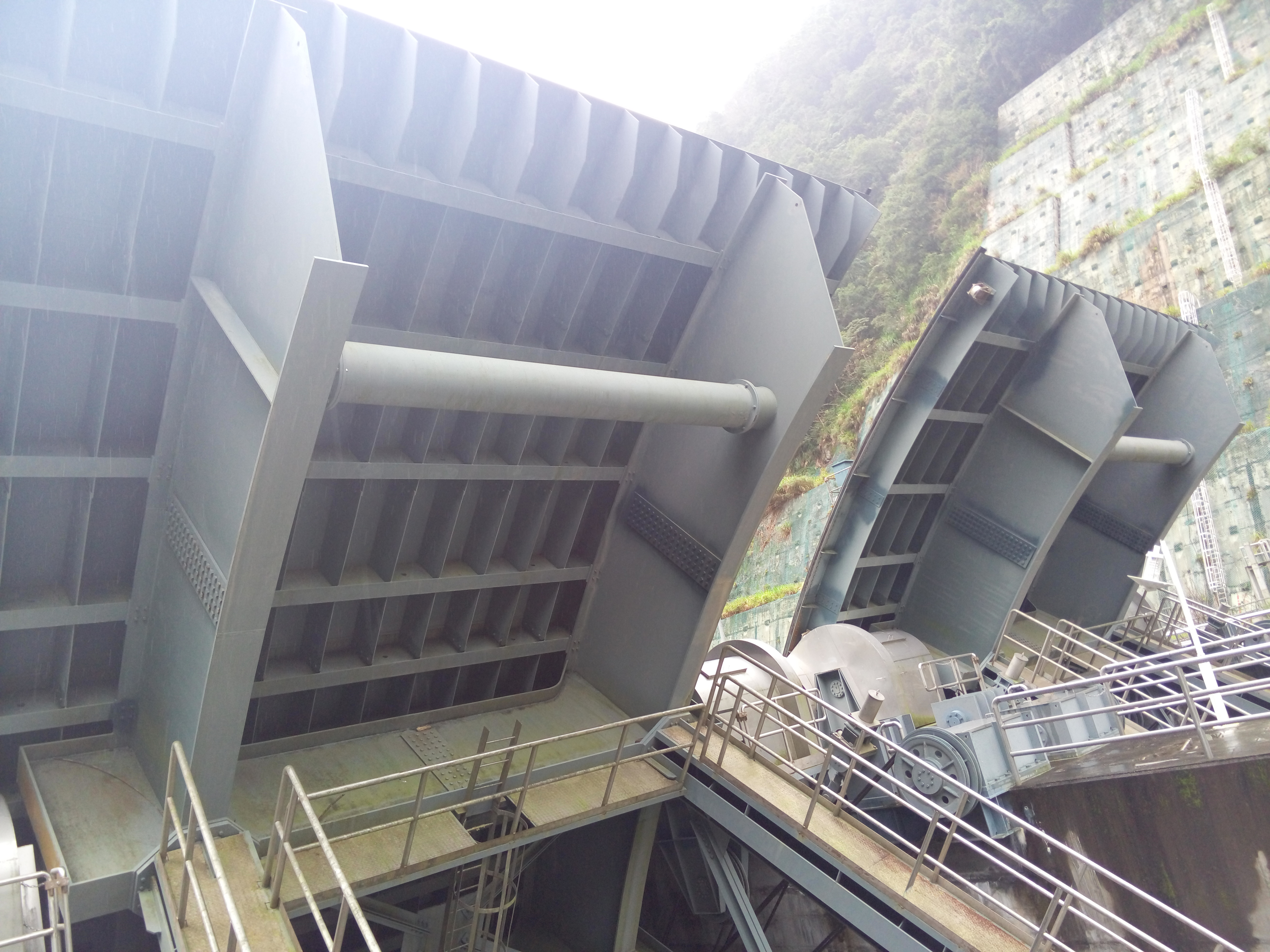
南溪壩 兩座排洪道閘門全開升起時
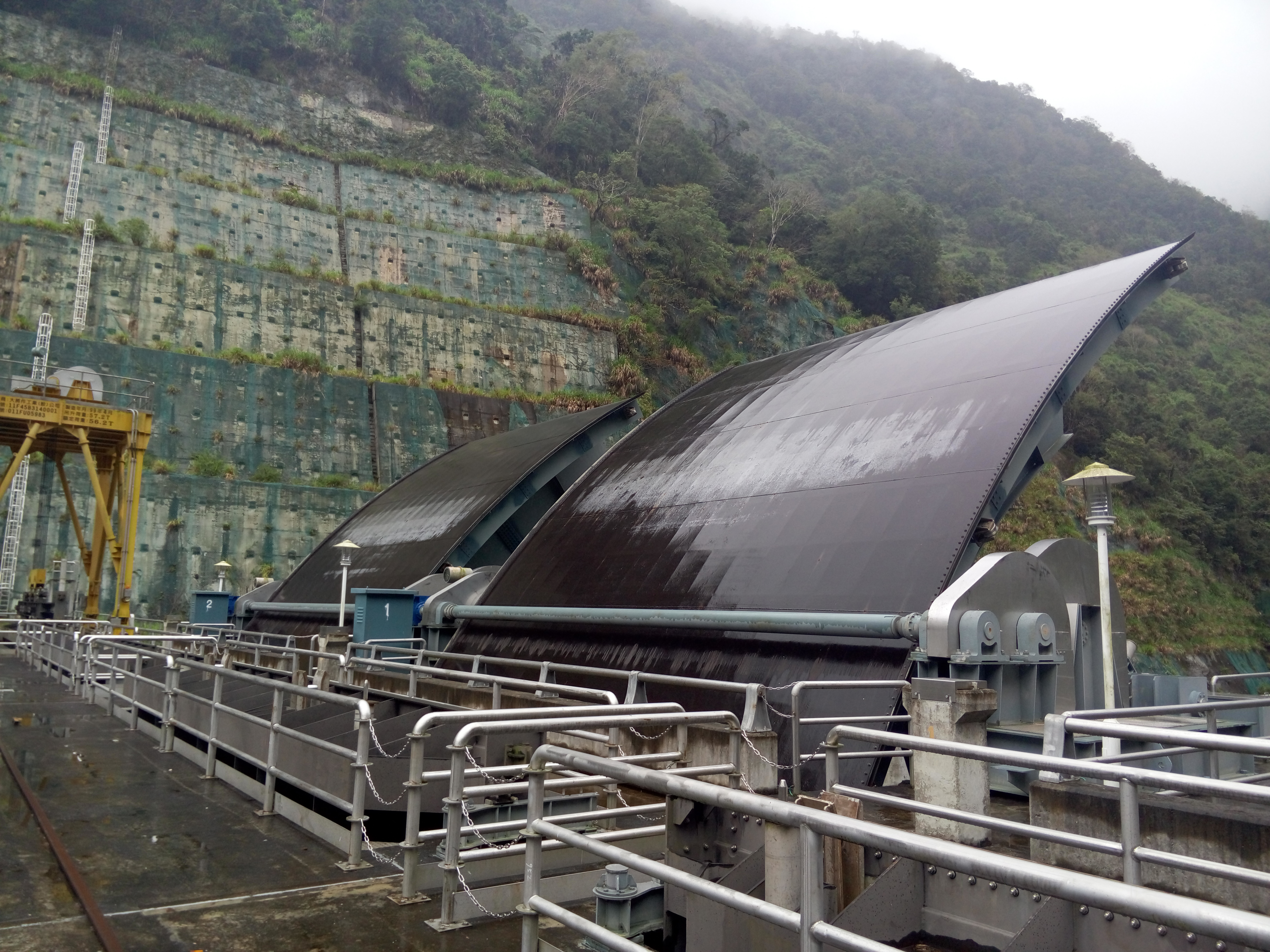
南溪壩 兩座排洪道閘門全開時的背面
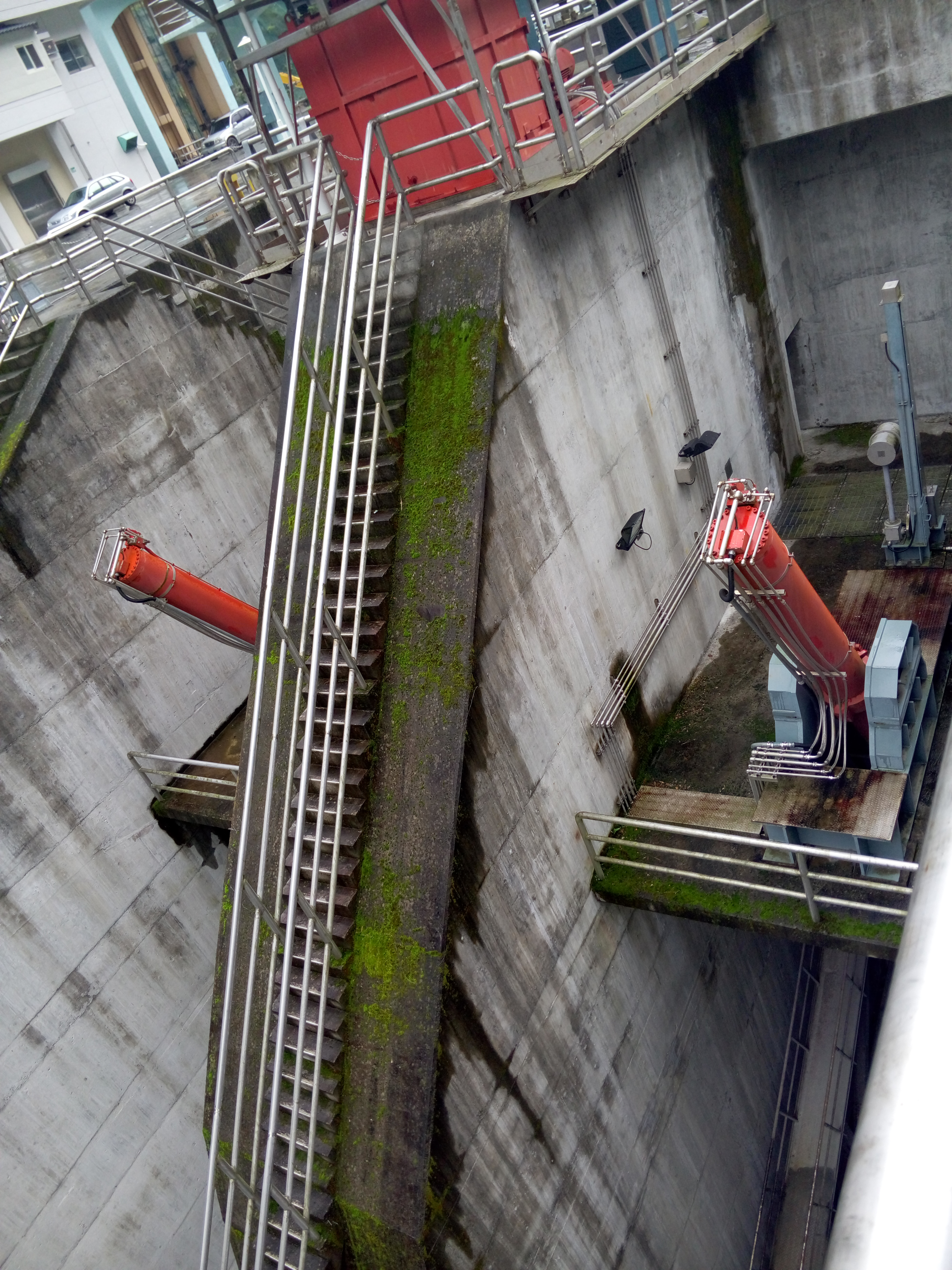
南溪壩 排砂道閘門控制針閥
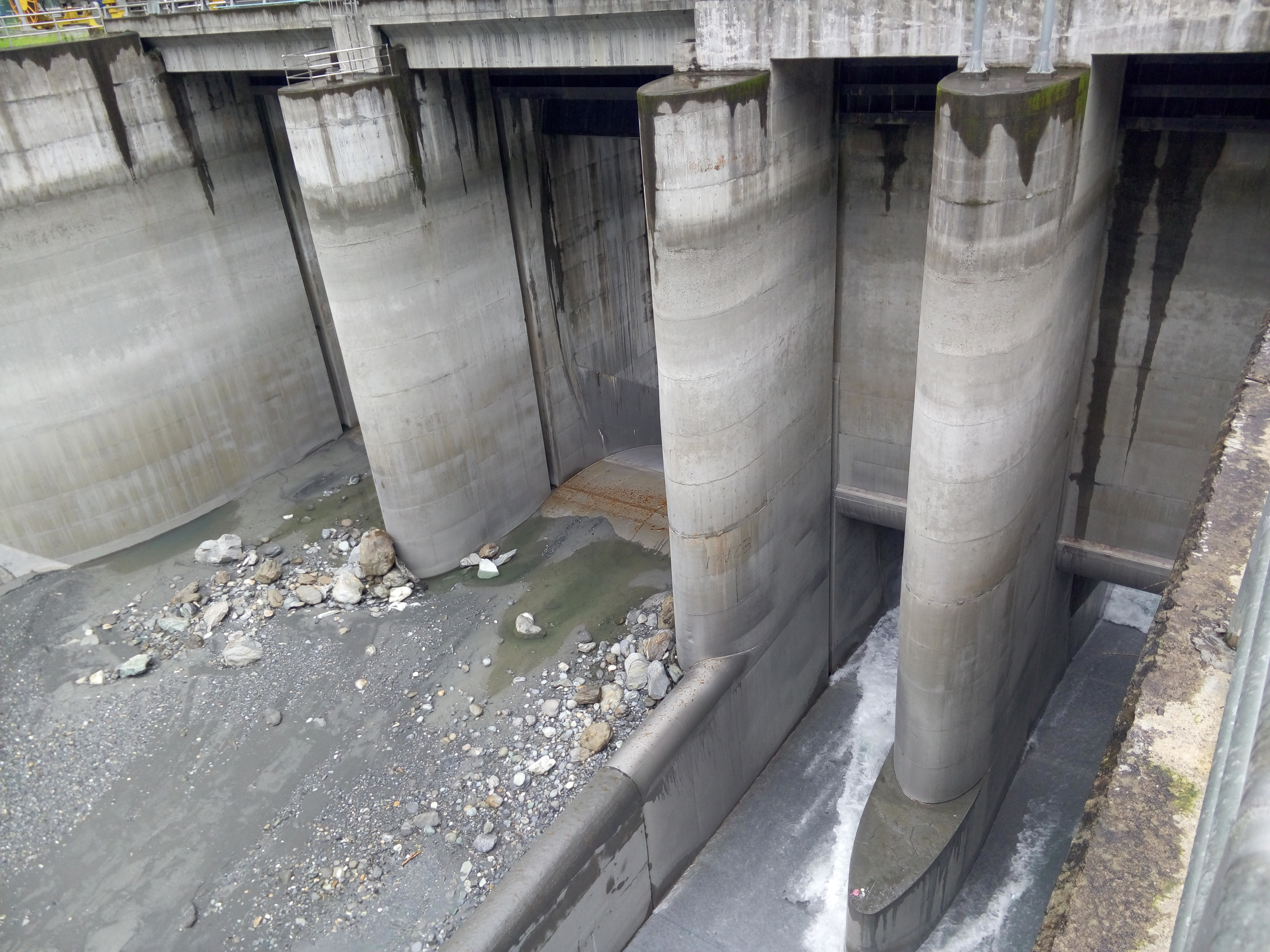
南溪壩 未蓄水時的水壩背面
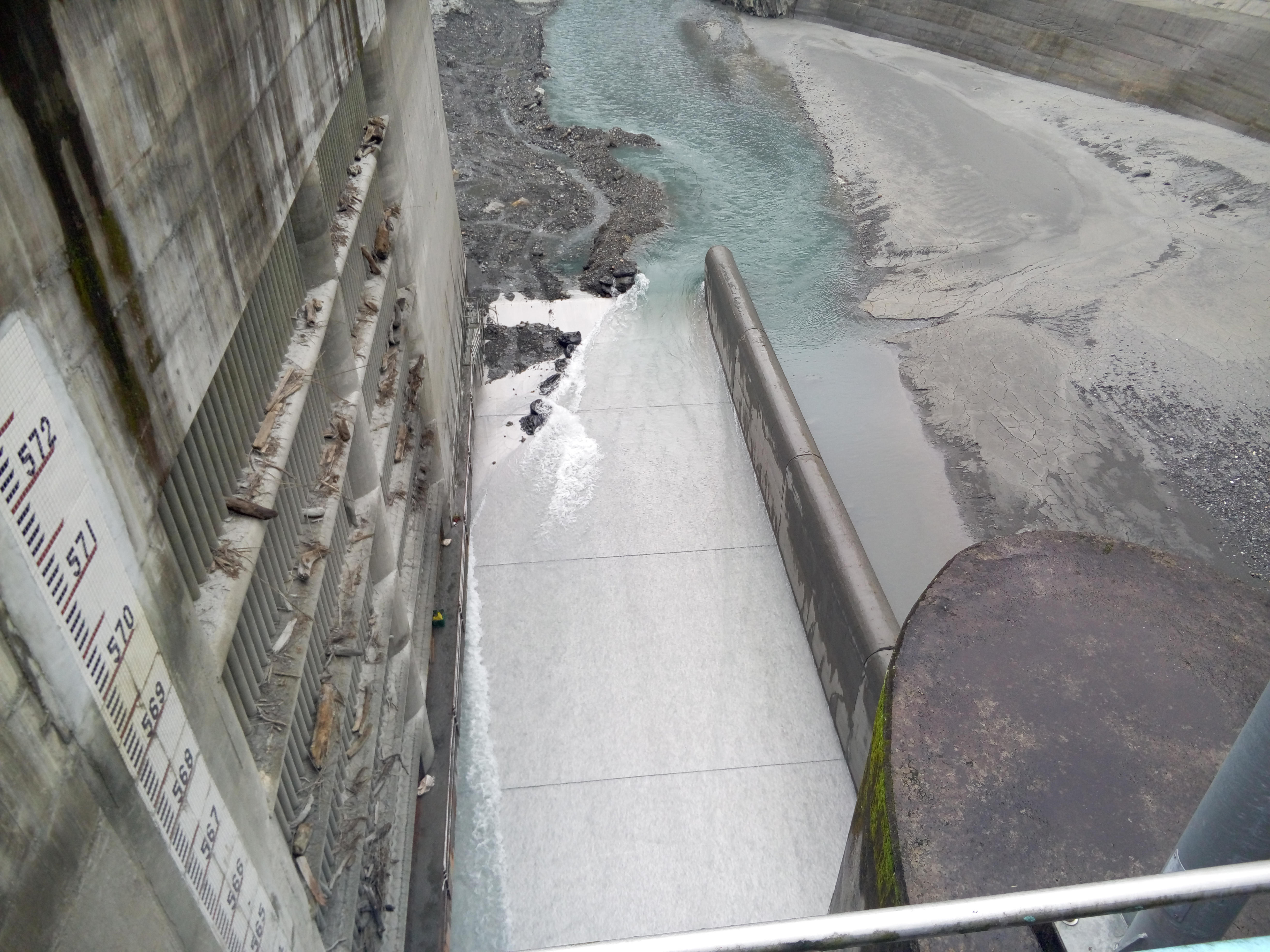
南溪壩 排砂道上游處，途中可見其排砂道表面鋪有鋼板加以保護
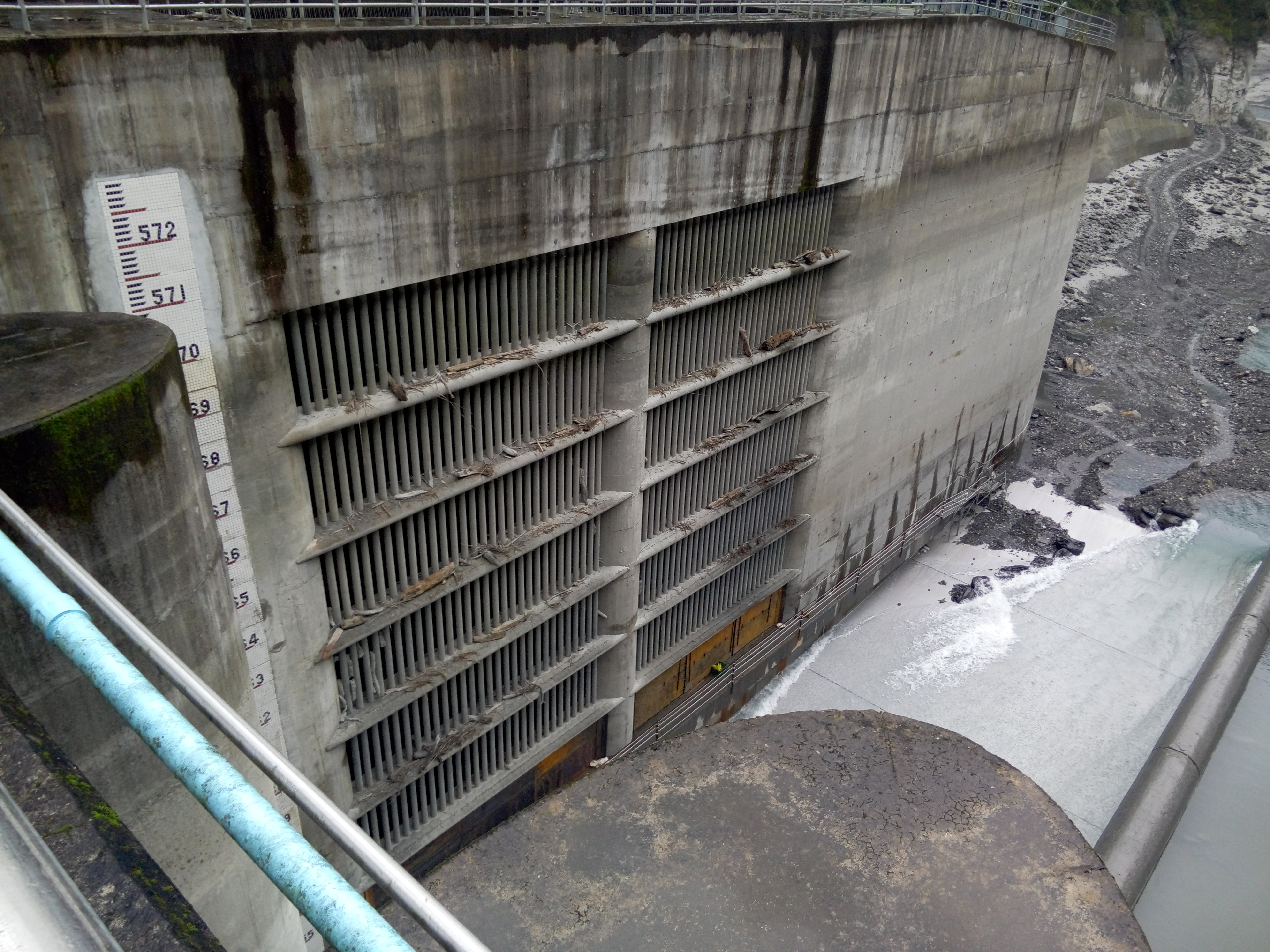
南溪壩 碧海機組發電進水口，其進水口直接與壓力隧道連結
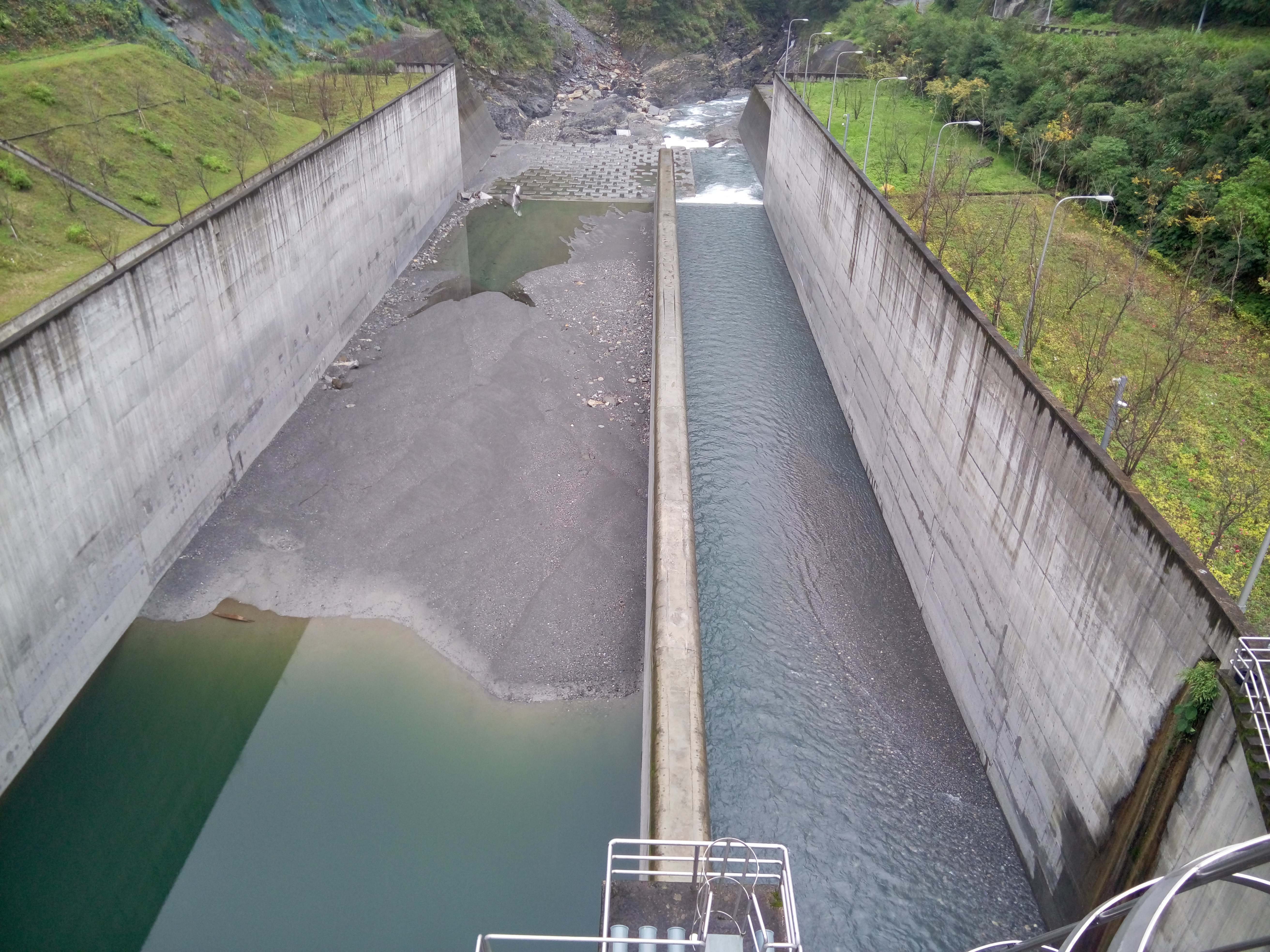
南溪壩 排洪道與排砂道靜水池
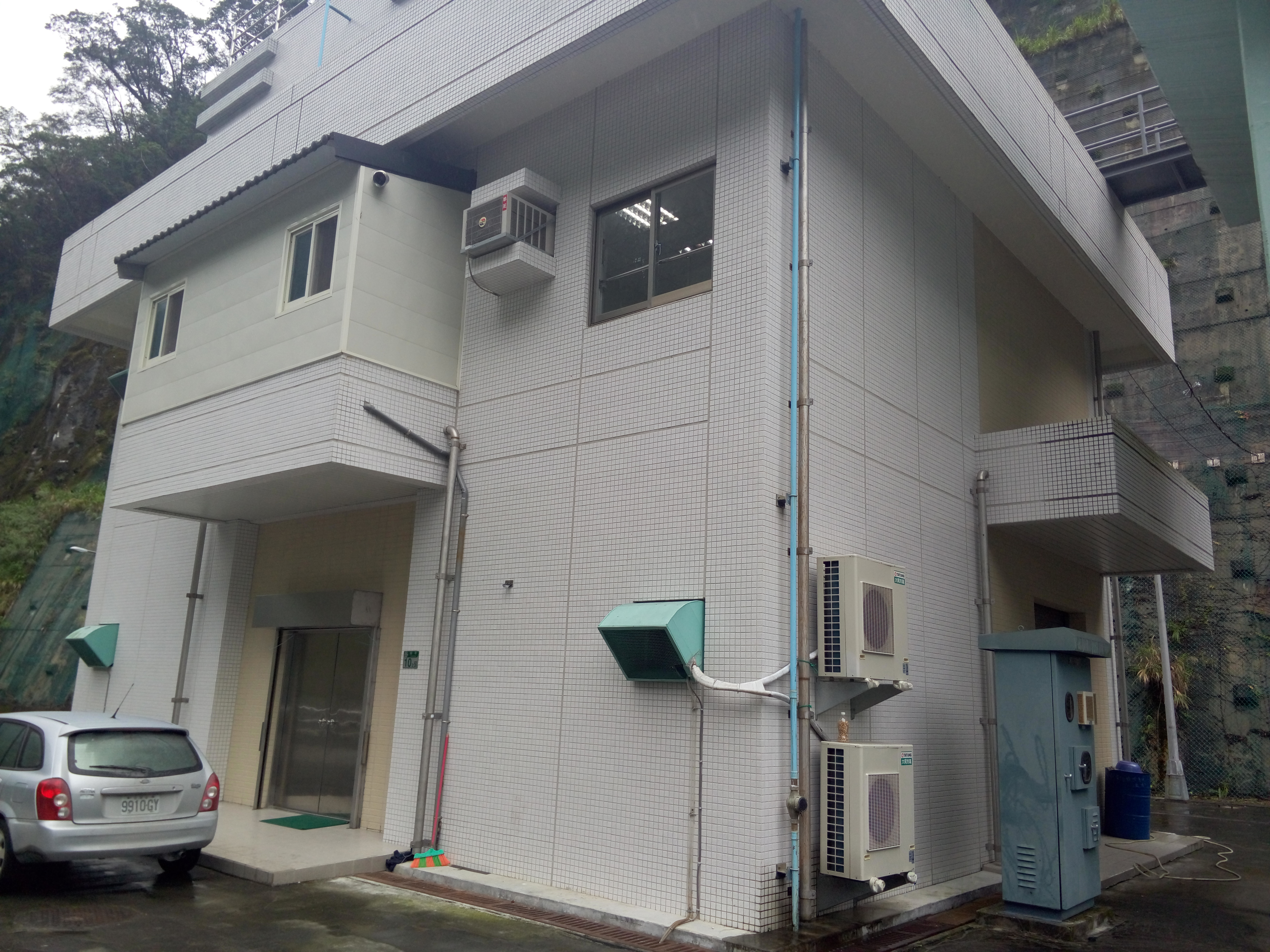
南溪壩 閘門與路燈控制站，由台電派駐人員24小時留守

## 資料來源
1. 1 2 3 4 5 6  . 經濟部水利署北區水資源局. 2012-11-12  [2013-06-22] （中文（臺灣））.[永久]
2. 1 2 3 4 5   (PDF). 經濟部水利署. 2011  [2013-06-22]. （原始内容 (PDF)存档于2013-12-26） （中文（臺灣））.
3. 1 2 3 4 5 6 7 8 9 10  . 經濟部水利署. 中華民國100年3月7日經授水字第10020201570號經濟部令訂定  [2014-01-17]. （原始内容存档于2019-07-23） （中文（臺灣））.
4. 1 2   (PDF). 台灣電力公司.   [2013-06-22]. （原始内容 (PDF)存档于2014-02-03） （中文（臺灣））.
5. ↑  . 經濟部水利署.   [2016-01-19]. （原始内容存档于2016-01-26） （中文（臺灣））.
6. 1 2 3 4   (PDF). 源雜誌95期.   [2014-01-17]. （原始内容存档 (PDF)于2016-03-04） （中文（臺灣））.